# Хайдрих, Йоана
Йоана Ха́йдрих (нем. Joana Heidrich) в замужестве Медер (нем. Mäder); род. 2 октября 1991, Цюрих) — швейцарская пляжная волейболистка, бронзовый призёр Олимпийских игр (2020), чемпионка Европы (2020).

## Карьера
Хайдрих начинала как волейболистка и в течение двух сезонов играла за клуб «Канти Шаффхаузен», но также играла и в пляжный волейбол. Она играла в пляжный волейбол на ряде юношеских и молодёжных турнирах с разными напарницами, а также играла на этапах Большого шлема. В 2013 году её напарницей стала Надин Цумкер, вместе с которой она играла на первом для себя чемпионате мира 2013 года, на котором в 1/16 финала они проиграли дуэту из Бразилии (Лили/Сейшас) со счётом 2-0.
Летом 2016 года со своей напарницей Цумкер на олимпийском турнире пробилась в 1/4 финала, где их дуэт проиграл паре из Бразилии (Талита/Ларисса Франса) со счётом 2-1. С 2017 года играет в паре с Анук Верже-Депре, вместе с которой они стали чемпионками Европы в 2020 году и завоевали бронзовую медаль на олимпийском турнире летом 2021 года, после победы в матче за бронзу над парой из Латвии (Тина Граудиня/Анастасия Кравченок).

## Семья
В 2023 году вышла замуж за хоккеиста Стефана Медера, с которым состояла в отношениях с 2019 года.